# James Grayman
James Theophilus Grayman (* 11. Oktober 1985) ist ein antiguanischer Hochspringer. Er wurde in Parham Town geboren und wuchs dort auf.

## Karriere
Grayman erreichte seine persönliche Bestleistung mit 2,27 m im Juli 2007 in Pergine Valsugana, Italien. Dies ist der gültige Rekord für Antigua und Barbuda.

## Persönliche Bestleistungen
Außen
- 2,27 m (NR) –  Pergine Valsugana, 7. Juli 2007

Halle
- 2,24 m –  Gent, 21. Februar 2010

## Sportliche Erfolge
| Als Vertreter von Antigua und Barbuda | Als Vertreter von Antigua und Barbuda                                                           | Als Vertreter von Antigua und Barbuda  | Als Vertreter von Antigua und Barbuda | Als Vertreter von Antigua und Barbuda |
| ------------------------------------- | ----------------------------------------------------------------------------------------------- | -------------------------------------- | ------------------------------------- | ------------------------------------- |
| 2003                                  | CARIFTA Games (U20)                                                                             | Port of Spain, Trinidad und Tobago     | 5.                                    | 1,98 m                                |
| 2003                                  | Leichtathletik-Zentralamerika- und Karibikmeisterschaften                                       | St. George’s, Grenada                  | 10.                                   | 1,95 m                                |
| 2003                                  | Pan American Junior Championships                                                               | Bridgetown, Barbados                   | 8.                                    | 2,05 m                                |
| 2004                                  | Leichtathletik-Zentralamerika- und Karibikmeisterschaften (U20)                                 | Coatzacoalcos, Mexiko                  | 6.                                    | 2,00 m                                |
| 2005                                  | Leichtathletik-Zentralamerika- und Karibikmeisterschaften                                       | Nassau, Bahamas                        | 6.                                    | 2,15 m                                |
| 2006                                  | Commonwealth Games                                                                              | Melbourne, Australien                  | 9.                                    | 2,10 m                                |
| 2006                                  | NACAC Under-23 Championships                                                                    | Santo Domingo, Dominikanische Republik | 6.                                    | 2,11 m                                |
| 2006                                  | Zentralamerika- und Karibikspiele                                                               | Cartagena, Kolumbien                   | 4.                                    | 2,13 m                                |
| 2007                                  | Panamerikanische Spiele                                                                         | Rio de Janeiro, Brasilien              | 3.                                    | 2,24 m                                |
| 2007                                  | Leichtathletik-Weltmeisterschaften 2007                                                         | Osaka, Japan                           | 38. (q)                               | 2,14 m                                |
| 2008                                  | Olympische Spiele                                                                               | Peking, Volksrepublik China            | 28. (q)                               | 2,20 m                                |
| 2009                                  | ALBA Games Juegos Deportivos del Alianza Bolivariana para los Pueblos de Nuestra América (ALBA) | Havanna, Kuba                          | 3.                                    | 2,10 m                                |
| 2009                                  | Leichtathletik-Zentralamerika- und Karibikmeisterschaften                                       | Havanna, Kuba                          | 1.                                    | 2,19 m                                |
| 2010                                  | Zentralamerika- und Karibikspiele                                                               | Mayagüez, Puerto Rico                  | 7.                                    | 2,10 m                                |
| 2010                                  | Commonwealth Games                                                                              | Neu-Delhi, Indien                      | 12.                                   | 2,15 m                                |
| 2011                                  | Leichtathletik-Zentralamerika- und Karibikmeisterschaften                                       | Mayagüez, Puerto Rico                  | 2.                                    | 2,25 m                                |
| 2011                                  | Panamerikanische Spiele                                                                         | Guadalajara, Mexiko                    | 4.                                    | 2,24 m                                |